# 阿鲲
阿鲲（生于1984年），原名陈鲲，四川成都人，是一位中国作曲家，中国音乐家协会会员。其知名于为纪录片《舌尖上的中国》和电影《流浪地球》系列配乐。创办有阿鲲音乐工作室。

## 简介
小时候在自贡生活过。四岁起随师学琴，从小爱玩计算机，是一个科幻迷，常看一些科幻杂志。先后就读于成都七中、电子科技大学通信专业、四川音乐学院及中央音乐学院作曲系，获作曲硕士学位。曾应邀赴美过出席“第二届全美电影作曲家大会”。他曾负责电影《宋家王朝》的交响乐队，并为《拆弹部队》混音。

## 家庭
他母亲曾是蜀光中学的英语老师。他育有一个女儿小名叫亲亲。

## 作品

### 電視劇
- 2014年电视剧《红高粱》配乐及主题曲《九儿》
- 2015年古装电视剧《芈月传》片尾曲《伊人如梦》
- 2015年电视剧《華胥引之絕愛之城》配乐
- 2016年电视剧《致青春》配乐
- 2018年电视剧《神風刀》配乐
- 2018年电视剧《將夜》配乐
- 2018年电视剧《人不彪悍枉少年》配乐
- 2019年电视剧《皓鑭傳》配乐
- 2019年电视剧《鶴唳華亭》配乐
- 2019年电视剧《请赐我一双翅膀》配乐
- 2020年电视剧《絕代雙驕》配乐
- 2020年电视剧《覺醒年代》配乐
- 2022年电视剧《蒼蘭訣》配乐
- 2022年电视剧《梦华录》配乐
- 2023年电视剧《緊急公關》配乐
- 2023年电视剧《向風而行》配乐
- 2023年电视剧《我要逆風去》配乐
- 2024年电视剧《狐妖小紅娘月紅篇》配乐

### 電影
- 2012年电影《十二生肖》配乐
- 2014年动画电影《秦时明月3D电影龙腾万里》配乐
- 2018年電影《功夫聯盟》配樂
- 2019年电影《流浪地球》配乐
- 2023年电影《流浪地球2》配乐
- 2024年电影《維和防暴隊》配乐
- 2024年電影《落凡塵》配樂
- 2025年电影《哪吒之魔童闹海》配乐

### 紀錄片
- 2012年纪录片《舌尖上的中国》配乐
- 2018年纪录片《風味人間》配乐
- 2020年纪录片《風味人間 第二季》配乐
- 2020年纪录片《風味人間 第四季》配乐